# Christian Latorre
Christian Marcelo Latorre Long (Montevideo, 17 aprile 1987) è un calciatore uruguaiano, centrocampista del 24 de Septiembre.

## Carriera
Ha giocato nella massima serie dei campionati uruguaiano, cipriota e boliviano.